# Toyota Prius
Toyota Prius (яп. トヨタプリウス, укр. Тойота Пріус) — модель гібридних автомобілів компанії Toyota, що випускається з 1997 року. Автомобіль існує в звичайній версії Hybrid та Plug-in-Hybrid, що заряджається від звичайної розетки. Назва моделі походить від лат. prius, що означає «той, що передує чомусь», «є попереду». Первісно була 4-дверним седаном, з 2003 по 2015 випускалася як 5-дверний ліфтбек, а з 2016 р. — як 5-дверний фастбек.

## Перше покоління (XW10; 1997—2003)

### NHW10 (1997–2000)
У 1995 році на Токійському автосалоні дебютував гібридний концепт-кар компанії Toyota. Перший Prius, модель NHW10, надійшов у продаж 10 грудня 1997 року. Він офіційно продавався лише в Японії, хоча приватно імпортувався, принаймні у Британію, Австралію та Нову Зеландію.
Представник першого покоління Prius, при його запуску, став першим серійним бензин-електричним гібридним автомобілем у світі. Стиль NHW10 Prius розробляли дизайнери з Каліфорнії, які були відібрані на конкурсі дизайн-студій.

#### Двигун
- 1.5 л 1NZ-FXE DOHC I4 + електродвигун

### NHW11 (2000–2003)

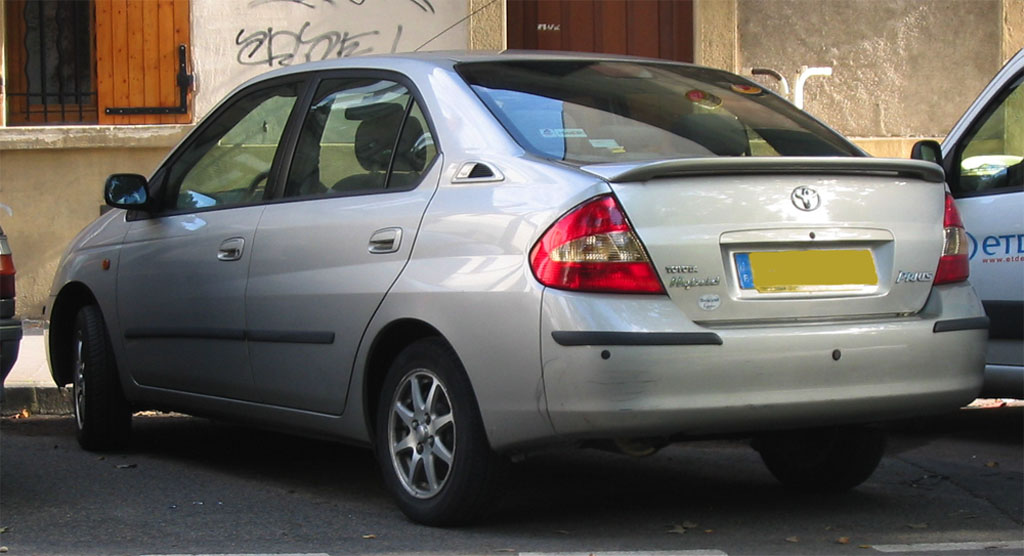
Toyota Prius 1.5

Prius NHW11 почали продавати у США. Prius було позиціоновано меншою за Corolla і більшою від Camry. Опублікована роздрібна ціна автомобіля у США була 19,995$.
NHW11 Prius зробили потужнішим, щоб частково задовольнити потреби високої швидкості і подолання великих відстаней. Кондиціонер і електропідсилювач керма стали частиною базової комплектації.
Цей автомобіль був другим масовим гібридом на американському ринку після двомісного Honda Insight. Великий Prius міг вмістити вже п'ятьох пасажирів.
Каліфорнійська рада з повітряних ресурсів (CARB) класифікувала автомобіль за рівнем забруднення повітря на 3 бали з 10, тобто ця марка мала наднизький рівень викидів серед транспортних засобів (ULEV). Власники Prius мають право на отримання до 2000 $ податкового відрахування від їх валового доходу.
Європейські продажі почалися в вересні 2000 року. Офіційний запуск Prius в Австралії відбувся в жовтні 2001 року на автосалоні в Сіднеї.

#### Двигун
- 1.5 л 1NZ-FXE DOHC I4 VVT-i + електродвигун

## Друге покоління (XW20; 2003—2009)

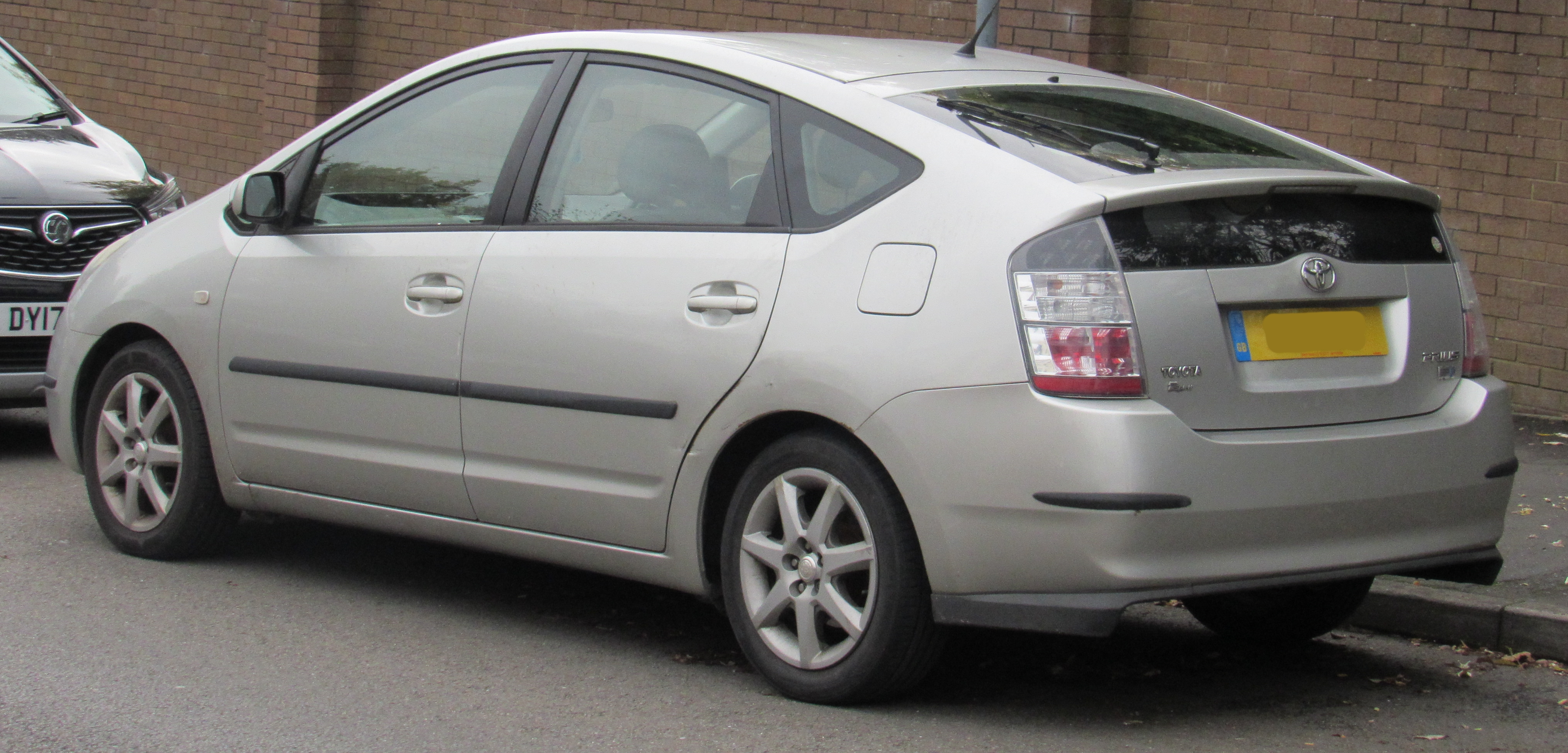
Toyota Prius NHW20

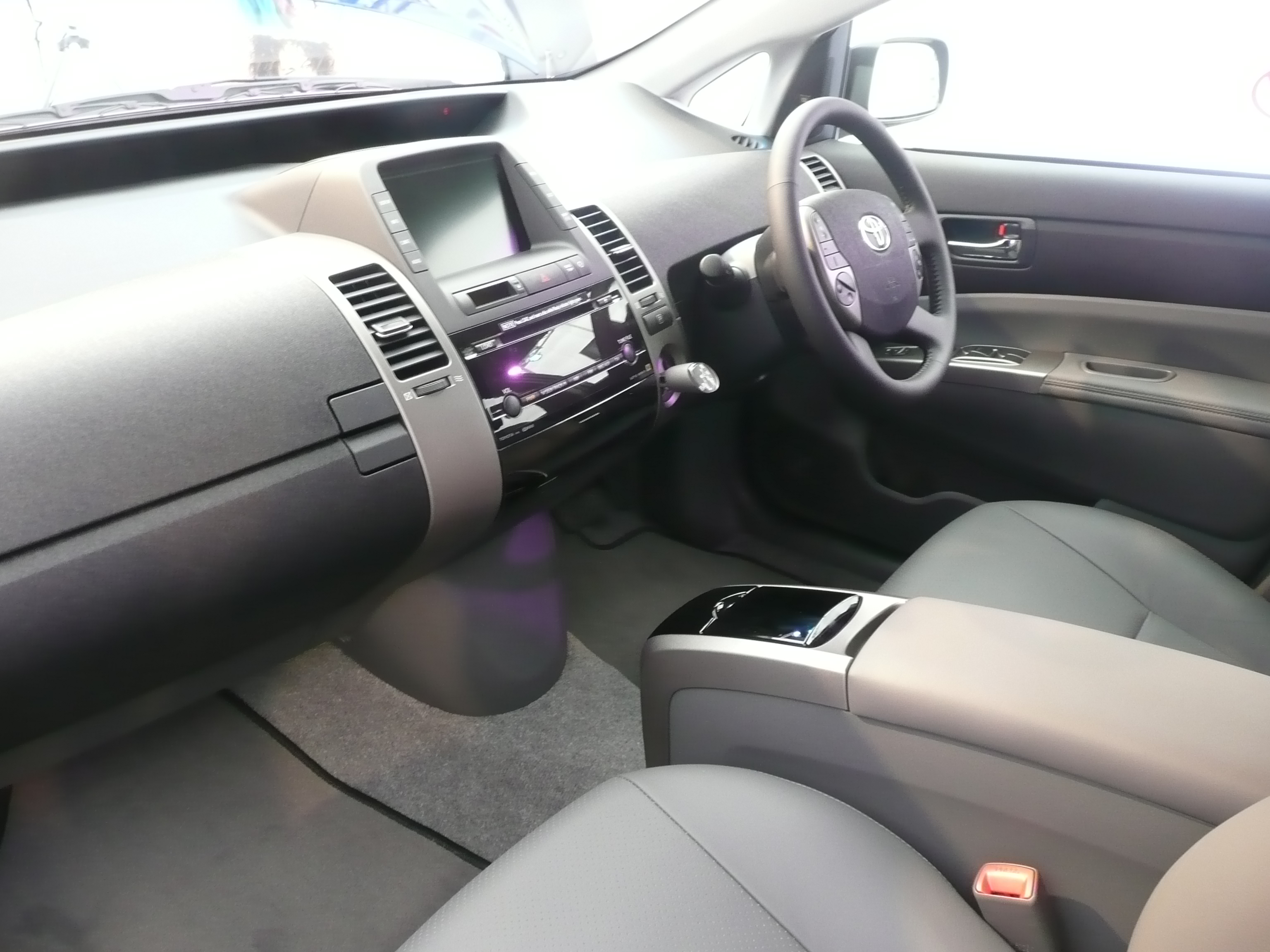
Салон Toyota Prius (NHW20R)

У 2004 році Prius було повністю перероблено, він став гетчбеком середнього розміру. Внутрішній простір також було переобладнано, відтоді автомобіль має значно більше місця для ніг задніх пасажирів, а також для багажного відділення.
2004-го року Prius є екологічно чистішим, ніж модель 2001 року (відповідно до EPA), а також на 15 см довшим, ніж попередня версія. Його краща аеродинаміка дозволила отримати коефіцієнт аеродинамічного опору Сх = 0,26.
Під час розробки моделі на чолі з головним інженером Сігеюкі Хор було зареєстровано до 530 патентів на транспортний засіб.
Prius першим у галузі використовує повністю електричний компресор кондиціонера для охолодження. Менші і легші нікель-металогідридні батареї XW20 є потужнішими і ефективнішими, ніж XW10.
У США акумулятор 2004-ї та пізніших моделей розраховано на 240.000 км або 10 років у державах, які мають жорсткіші норми викидів. Для Каліфорнії ця норма складає 160.000 км або 8 років в інших країнах. Гарантія на гібридні компоненти складає 160.000 км або 8 років.
Авто другого покоління класифікується як SULEV (Super Ultra Low, це стосується викидів транспортних засобів) і сертифіковане як California Air Resources Board із майже нульовими викидами транспортних засобів (AT-PZEV).
З 2005 по 2009 роки друге покоління Prius для китайського ринку виготовлялося підприємством FAW-Toyota в місті Чанчунь.

### Двигун
- 1.5 л 1NZ-FXE DOHC I4 VVT-i + електродвигун

## Третє покоління (XW30; 2009—2015)

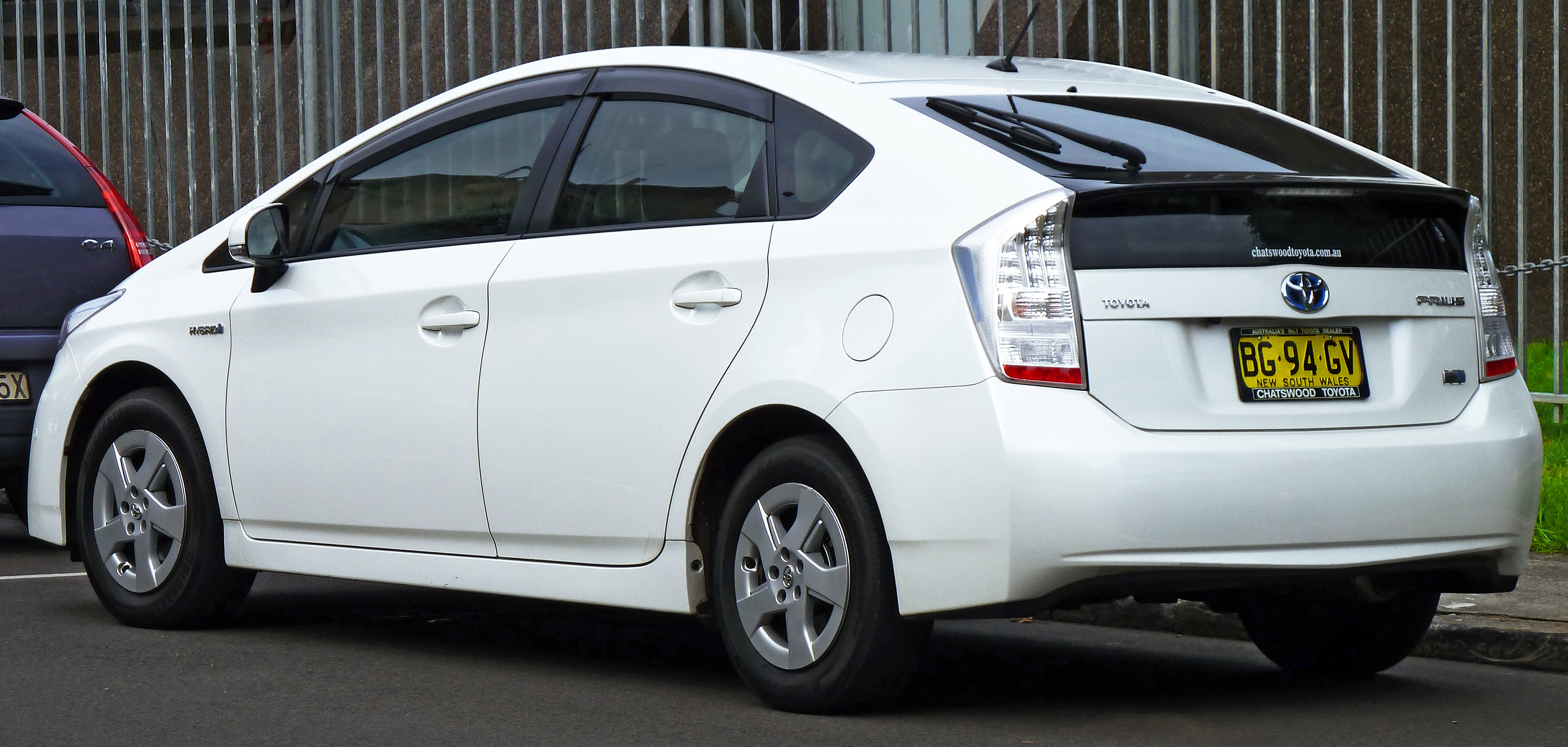
Toyota Prius (ZVW30R)

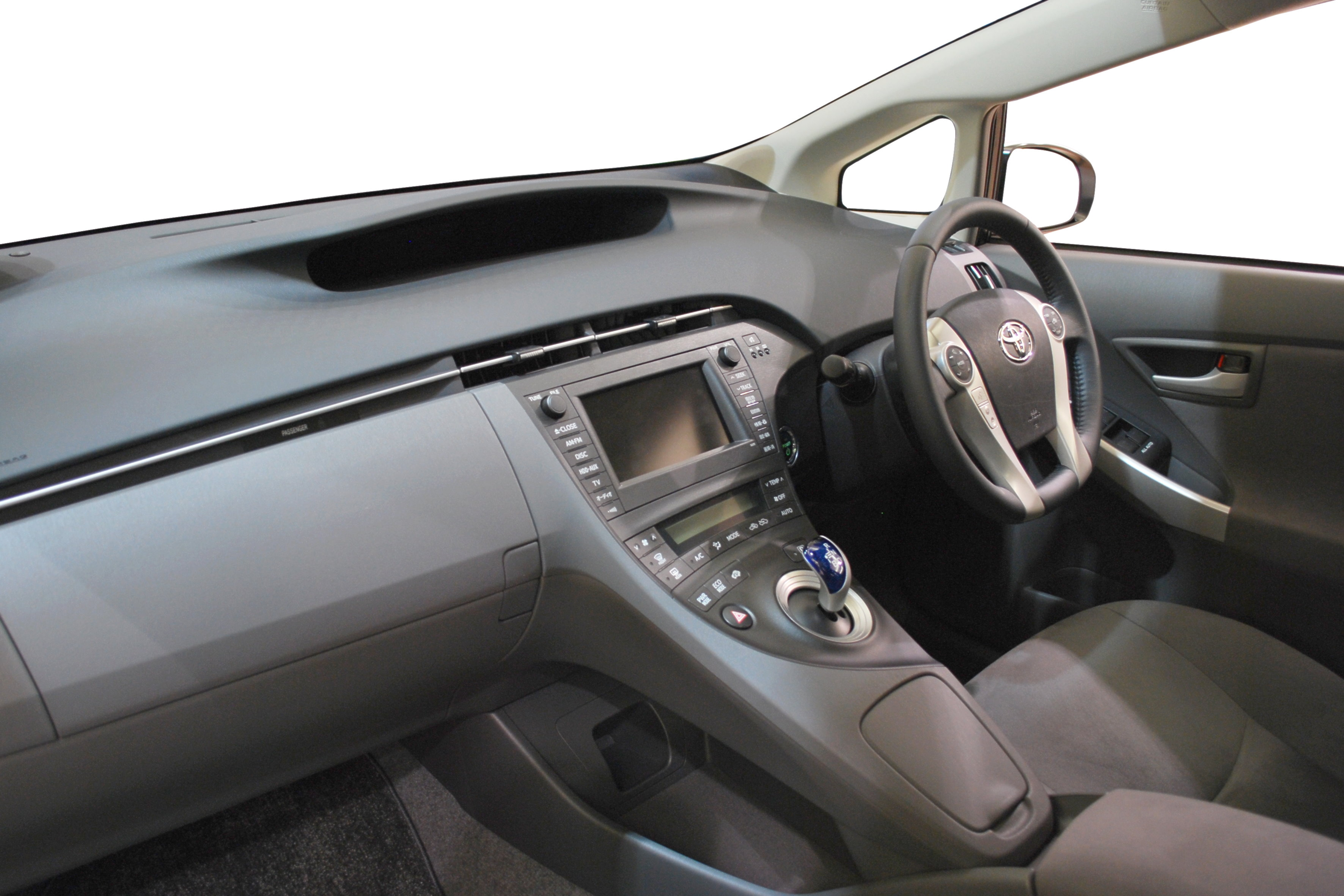
Toyota Prius 3

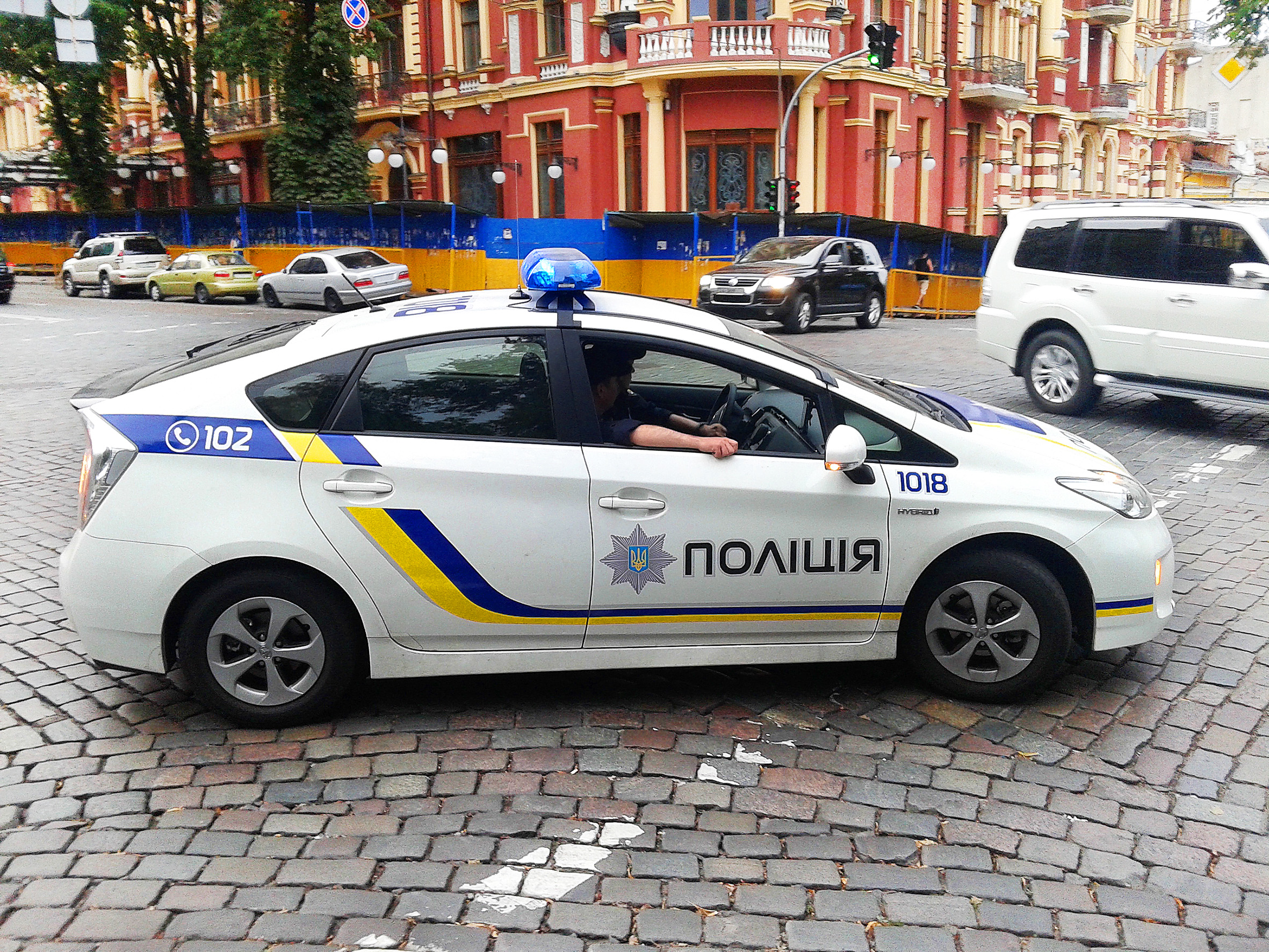
Toyota Prius національної поліції України

У січні 2009 року на Північноамериканському міжнародному автосалоні дебютував новий Toyota Prius (ZVW30), продаж у Японії почався 18 травня 2009 року. Шасі було збережене, а все інше змінилося суттєво. Нове покоління гібридної системи було побудовано навколо 98-сильного агрегату 1.8 л 2ZR-FXE, який працював по циклу Аткінсона. Електромотор розвивав вже 60 кВт, а сумарна віддача системи досягла 136 к.с. Довжина машини зросла до 4460 мм.
У 2015 році в рамках проекту "Моя нова поліція" в Києві, а потім і інших обласних центрах України почалось патрулювання на поліцейських Toyota Prius.

### Двигун
- 1.8 л 2ZR-FXE I4 VVT-i (Atkinson) + електродвигун

## Четверте покоління (XW50; 2015—2022)

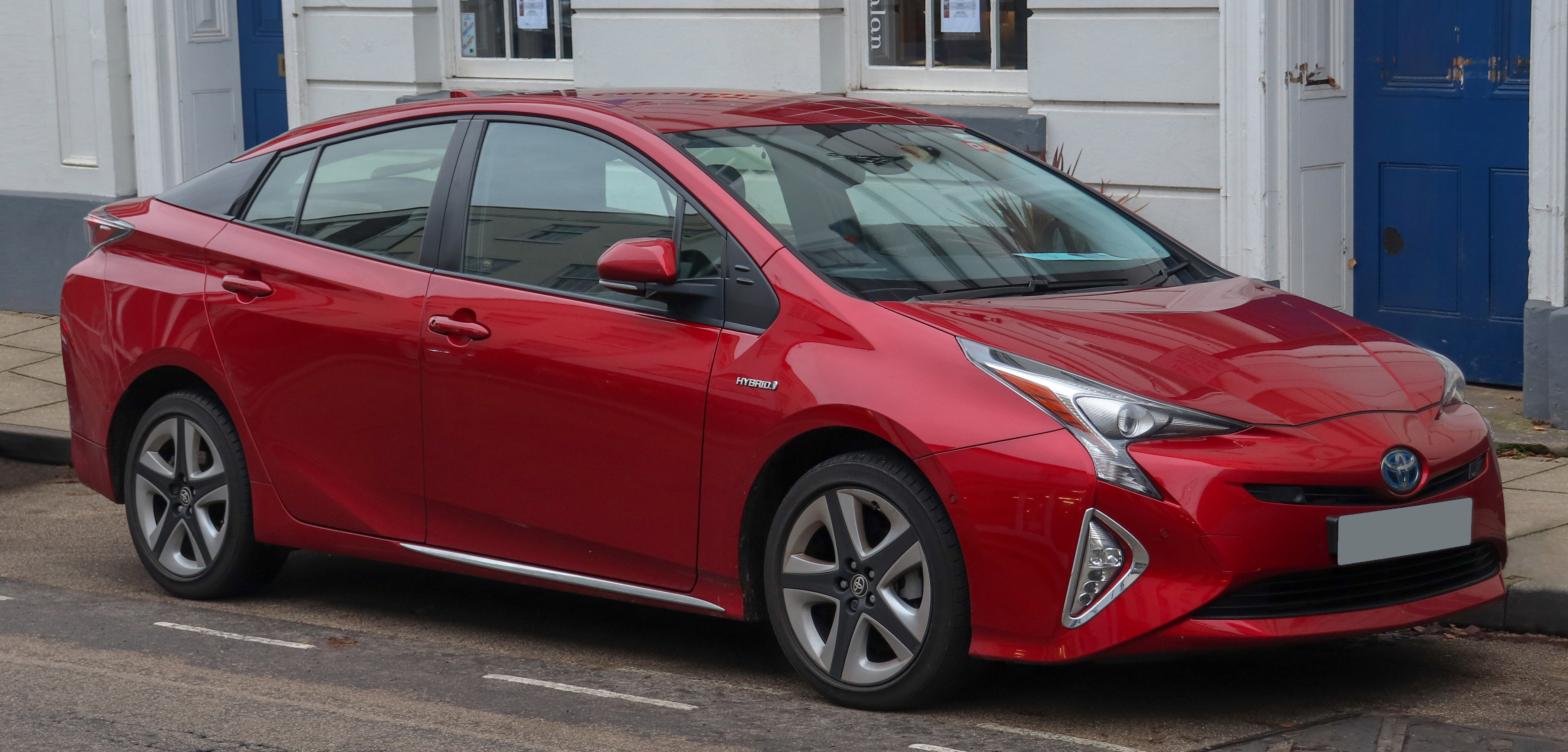
Toyota Prius (ZVW50R)

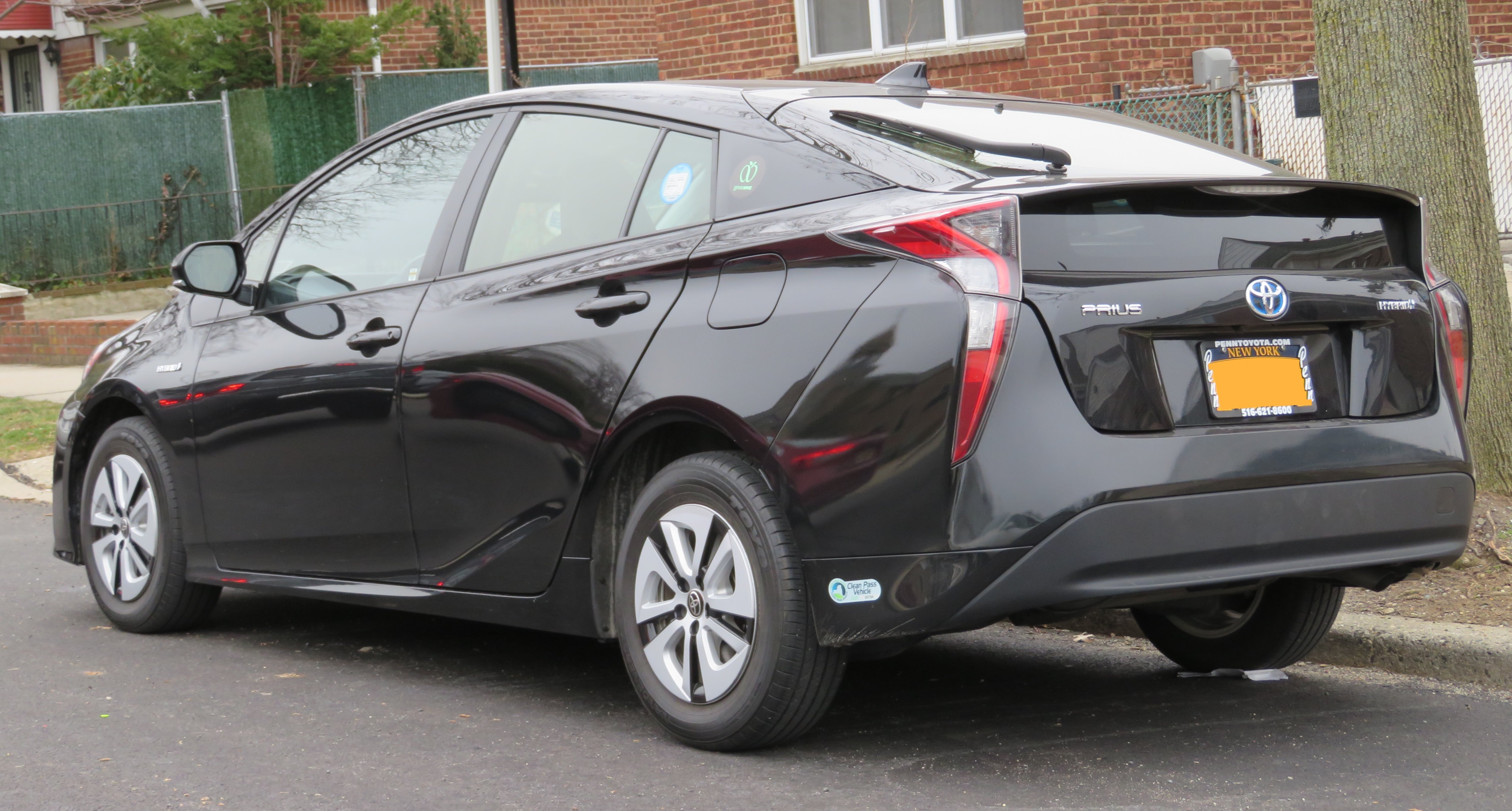

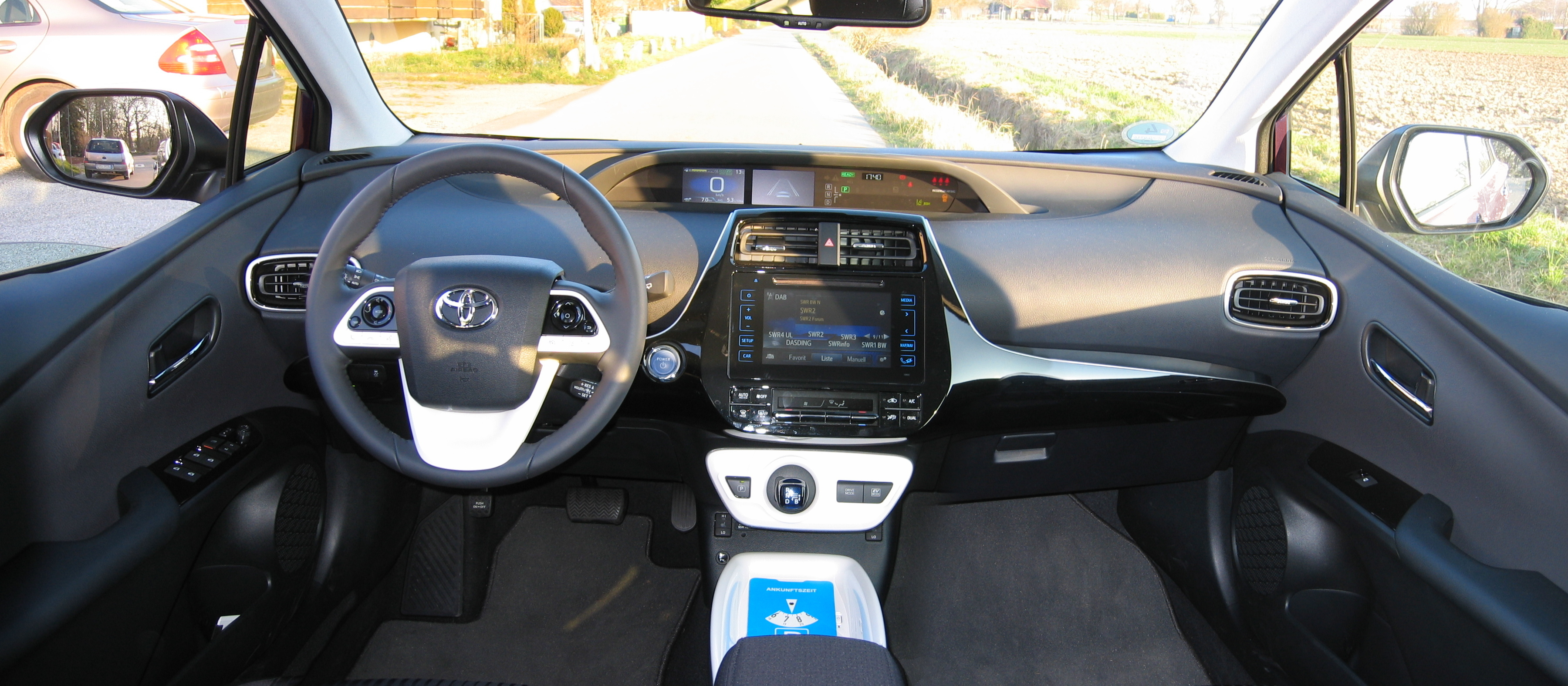
Toyota Prius 4

Автомобіль четвертого покоління Prius було вперше представлено у вересні 2015 року в Лас-Вегасі. Його продаж у Японії почався в грудні 2015 року, в США − в січні 2016 року, а в лютому того ж року − в Європі.
Як тільки 4-те покоління Prius було представлено у демонстраційних залах, було заявлено гібридний синергічний привід компанії Toyota, який має кращі показники економії палива, а також більша жорсткість шасі, покращені дизайн інтер'єру та оснащення, вдосконалені ходові якості, хороша звукоізоляція.
Встановлений на автомобілі бензиновий двигун 1,8 л зберіг індекс 2ZR-FXE, але був перероблений. Стійкість до детонації підвищилася, втрати на тертя — знизилися. Двигун додав у ефективності (його термічний ККД збільшився з 38,5 % до 40), але не потужності: 98 к.с. і 142 Нм. А новий електромотор слабший за колишній — 72 к.с. і 163 Нм проти 82 к.с. і 207 Нм. У сумі новинка видає 122 к.с. проти 136 к.с. у попередньої моделі. Зате заявлена економічність — 2,5 л/100 км проти 3,1 л/100 по японському циклу JC08.
Передня підвіска у Пріуса McPherson, задня — зібрана на підрамнику багаторичажна підвіска, що дісталась автомобілю від платформи TNGA. Для більшої стабільності верхні точки кріплення задніх амортизаторів нахилені до центру.
Кузов Пріуса примітний не матеріалами (частка високоміцних сталей збільшилася з трьох до 19 %, з алюмінію тільки капот, кришка багажника і поперечина переднього бампера), а тим, що його жорсткість на кручення завдяки лазерному зварюванню і збільшеній на третину кількості зварних точок зросла на 60 %. Розставлені по ширині верхні передні лонжерони розраховані на американські краш-тести з мінімальним перекриттям.
Toyota Prius 2016 року більш точна, ніж попереднє покоління — менший крен кузова на поворотах, швидша відповідна реакція, покращено рульовий механізм. В той же час, ефективна потужність двигуна незначно зменшилась, порівняно з попереднім поколінням, а час прискорення до 96,5 км/год залишається таким самим, приблизно 10 секунд. Чутливість педалі гальма стала кращою, тонкі шини з низьким опором коченню породжують довгий гальмівний шлях на обох поверхнях. У базовій комплектації Prius Two наявні подвійний 4,2-дюймовий кольоровий інформаційний екран з можливістю налаштування, 6,2-дюймовий кольоровий сенсорний екран, аудіосистема Entune з 6-ма динаміками та  AM/FM/CD, 2,0 USB порт, Bluetooth, потокова передача аудіо, система Siri, синхронізація з телефоном, розпізнавання голосу, 3 режими їзди (EV, ECO, Power), круїз-контроль, телескопічне кермо, шторка, яка закриває багажне відділення, камера заднього огляду, контроль курсової стійкості, протибуксувальна система, 8 подушок безпеки. 
В 2020 році Toyota Prius отримала 1.8-літровий чотирьохциліндровий двигун на 122 кінських сили та електричний мотор. Пару їм складає варіатор. Привід стандартно на передні колеса, доступним є повний привід. Розгін до сотні відбувається за 10.0 секунд. Витрата пального Toyota Prius: 3.1 л/100км у міському, 2.9 л/100км у заміському і 3.0 л/100км у змішаному циклах.
В 2021 модельному році Toyota оновила функції безпеки та допомоги водієві моделі Prius до Toyota Safety Sense 2.0.
До 2022 модельного року Toyota представила версію Prius Nightshade Edition з темними елементами екстер'єру. 

### Двигун
- 1.8 л 2ZR-FXE I4 VVT-i (Atkinson) + електродвигун

## П'яте покоління (XW60; з 2022)

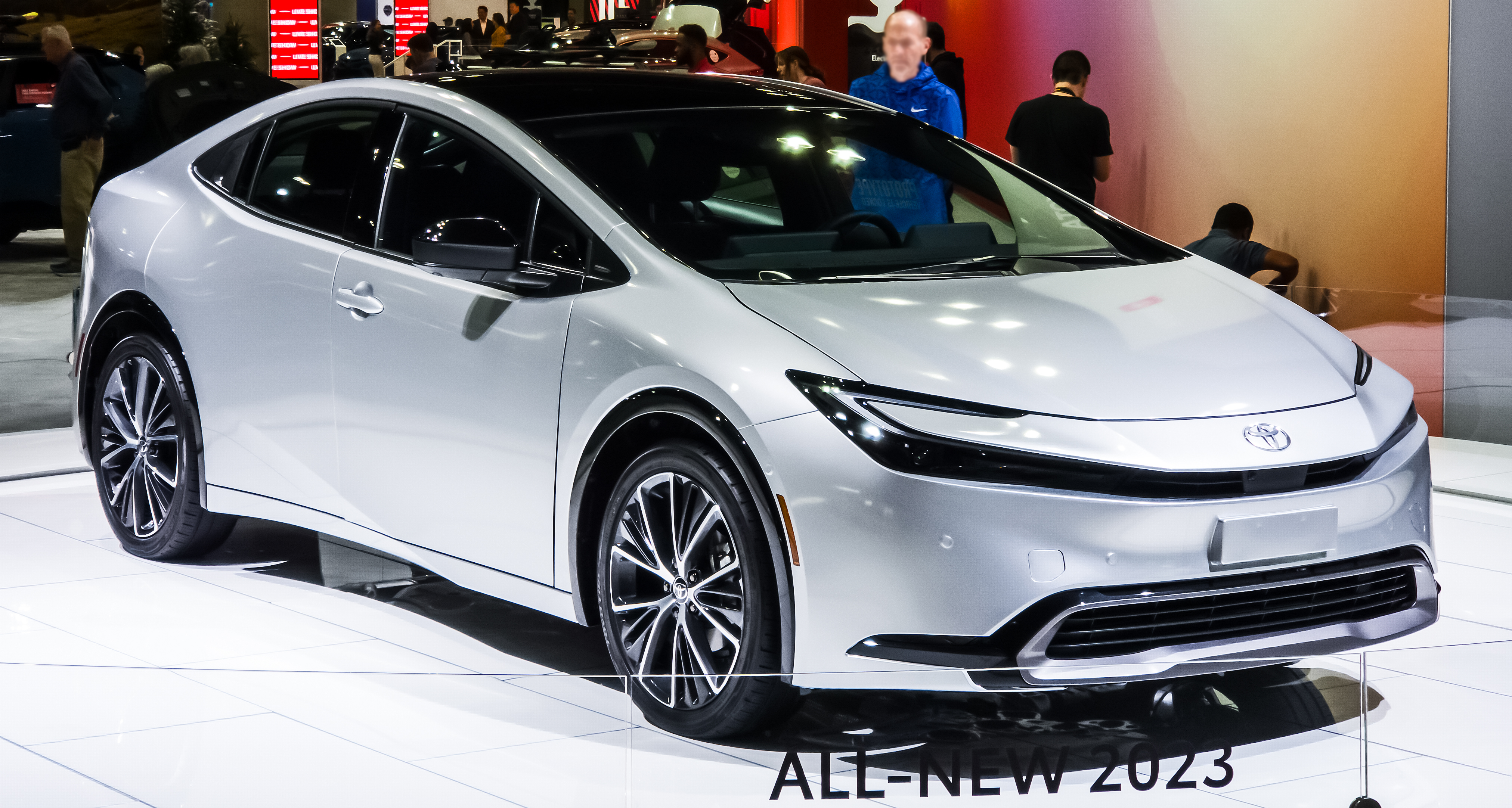
Toyota Prius XW60

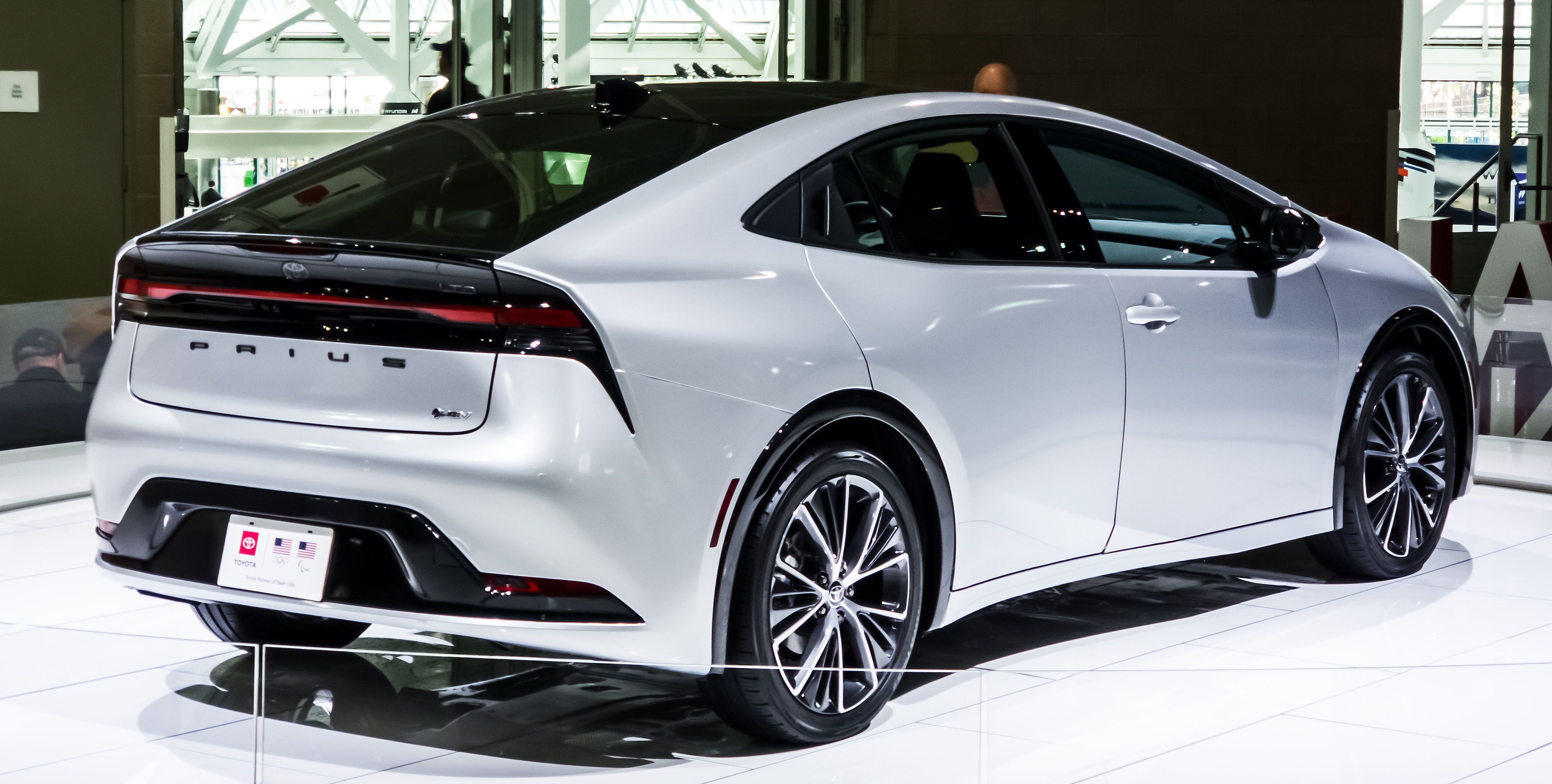
Toyota Prius XW60

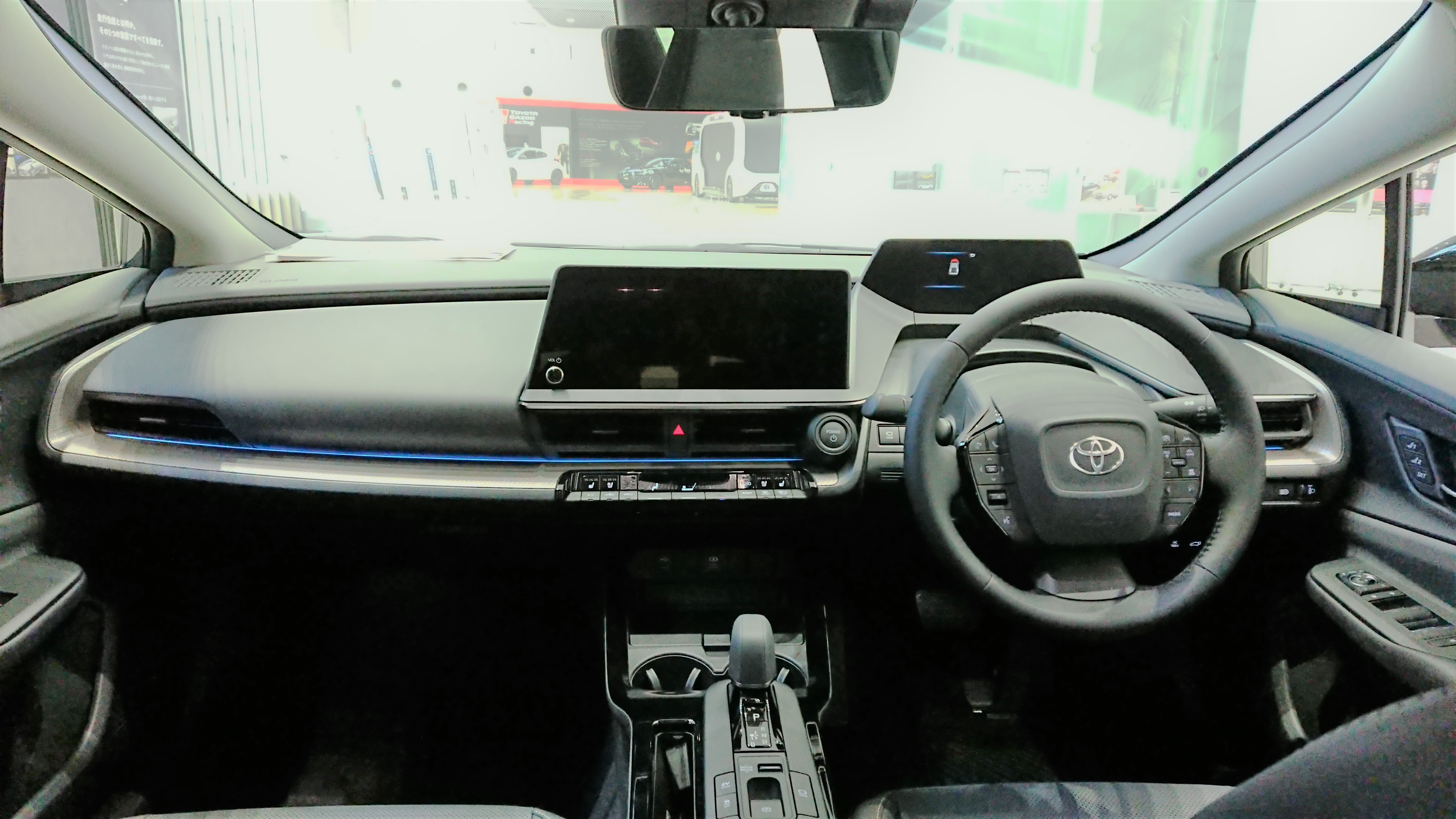

П’яте покоління Prius було представлено 16 листопада 2022 року з двома варіантами трансмісії, анонсованими для японського ринку. Перший використовує паралельну гібридну систему Toyota Series, доступну в 1,8-літровому (2ZR-FXE) і 2,0-літровому (M20A-FXS) варіантах і виробляє до 140 к.с. і 196 або 199 к.с. відповідно. Ця модель також доступна з системою повного приводу E-Four. Другий, плагін-гібрид, поєднує 2,0-літровий двигун M20A-FXS, електродвигун і літій-іонні батареї, щоб отримати загальну потужність 223 к.с.
У Європі поставки почнуться в першому кварталі 2023 року, і буде доступна лише гібридна модель, що підключається від мережі.
Оновлений Prius отримав стандартний 8-дюймовий або 12,3-дюймовий сенсорний екран, залежно від комплектації. Нова інформаційно-розважальна система має функцію голосового керування “Hey Toyota” та оновлюється бездротовим шляхом. 
Багажник Toyota Prius 2024 має об'єм 674 л в комплектації LE та 574 л в комплектаціях XLE і Limited. 

### Двигуни
- 1.8 L 2ZR-FXE I4 140 к.с. (ZVW60/65)
- 2,0 л M20A-FXS I4 196–199 к.с. (MXWH60/65)

## Різновиди Prius

### Toyota Prius V

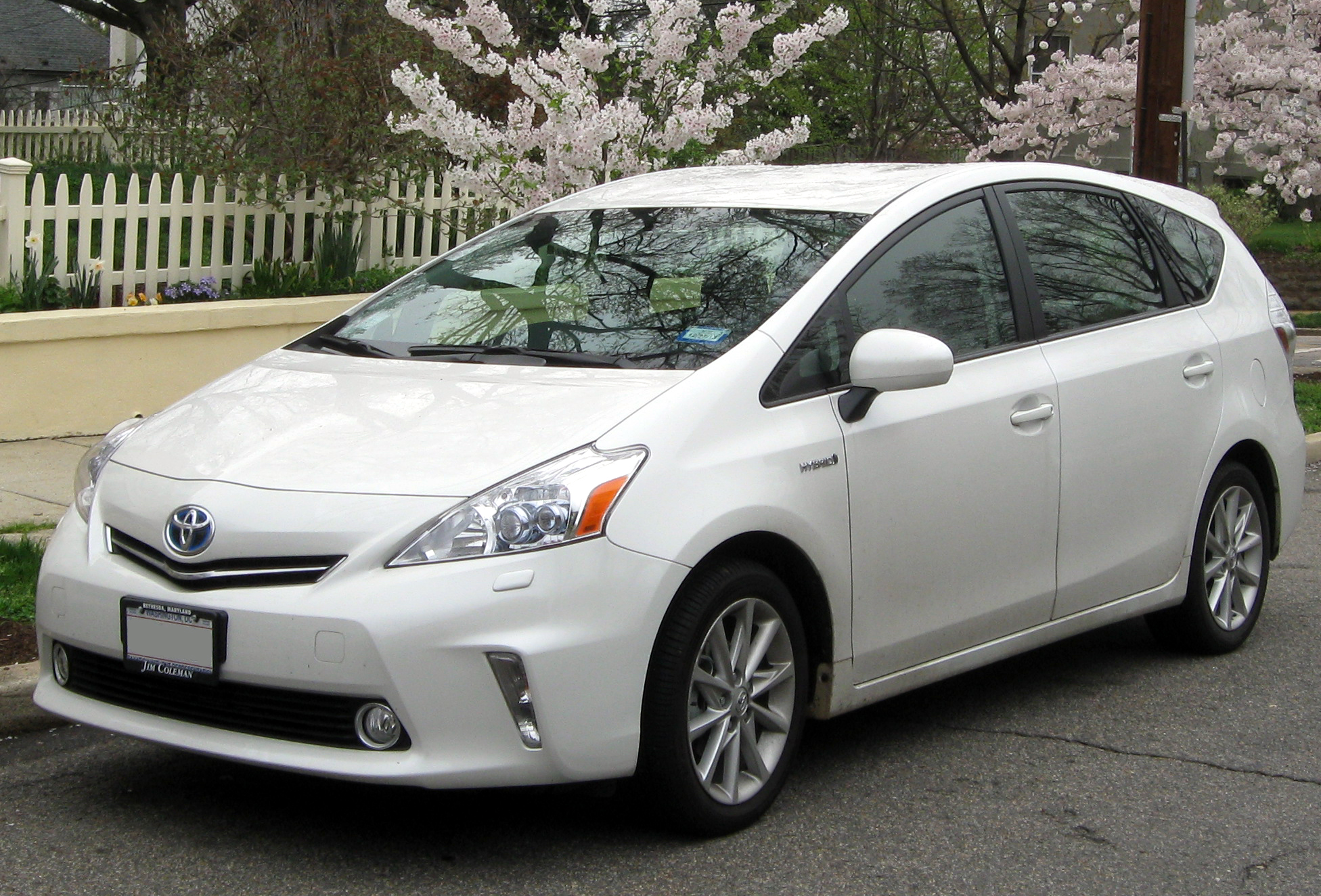
Toyota Prius V

У січні 2011 року на Північноамериканському міжнародному автосалоні Toyota представила новий мінівен Toyota Prius V, який є похідним від третього покоління Prius і має в 1.5 рази більший об'єм внутрішнього простору, ніж оригінальний Prius.

#### Двигун
- 1.8 л 2ZR-FXE I4 Dual VVT-i (Atkinson) + електродвигун

### Toyota Prius c

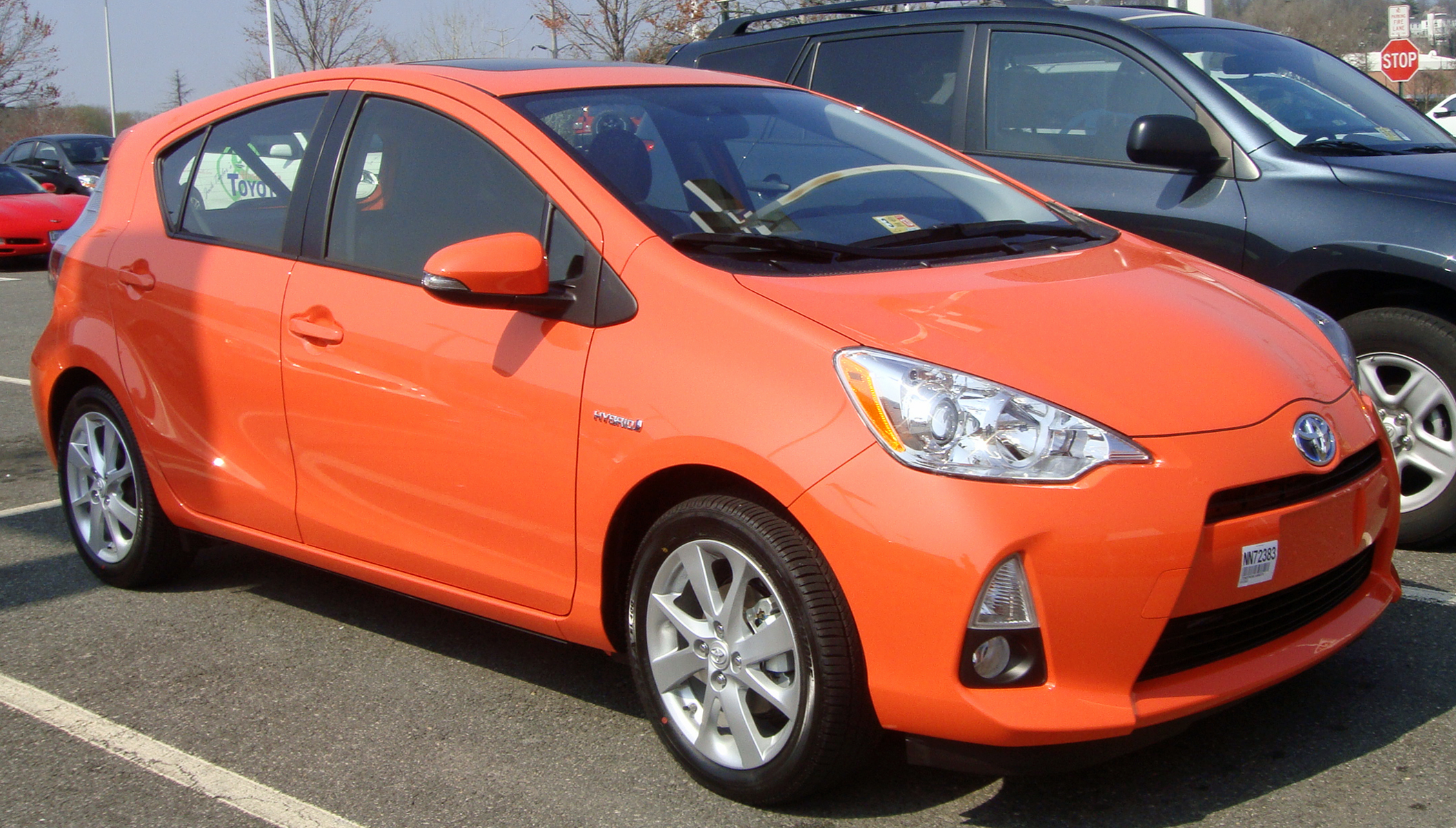
Toyota Prius c

У січні 2011 року на Північноамериканському міжнародному автосалоні Toyota представила концепт Toyota Prius c. Вона є дешевшою і меншою, ніж нинішній гетчбек Prius.
Серійну версію було представлено в 2011 на Tokyo Motor Show, як Toyota Aqua, її запущено у виробництво у Японії в грудні 2011-го.
У США і в Канаді Toyota Prius c почав продаватись в березні 2012 року, а в квітні 2012 року в Австралії та Новій Зеландії.

#### Двигун
- 1.5 л 1NZ-FXE DOHC 16v I4 VVT-i (Atkinson) + електродвигун

### Toyota Prius Plug-in Hybrid

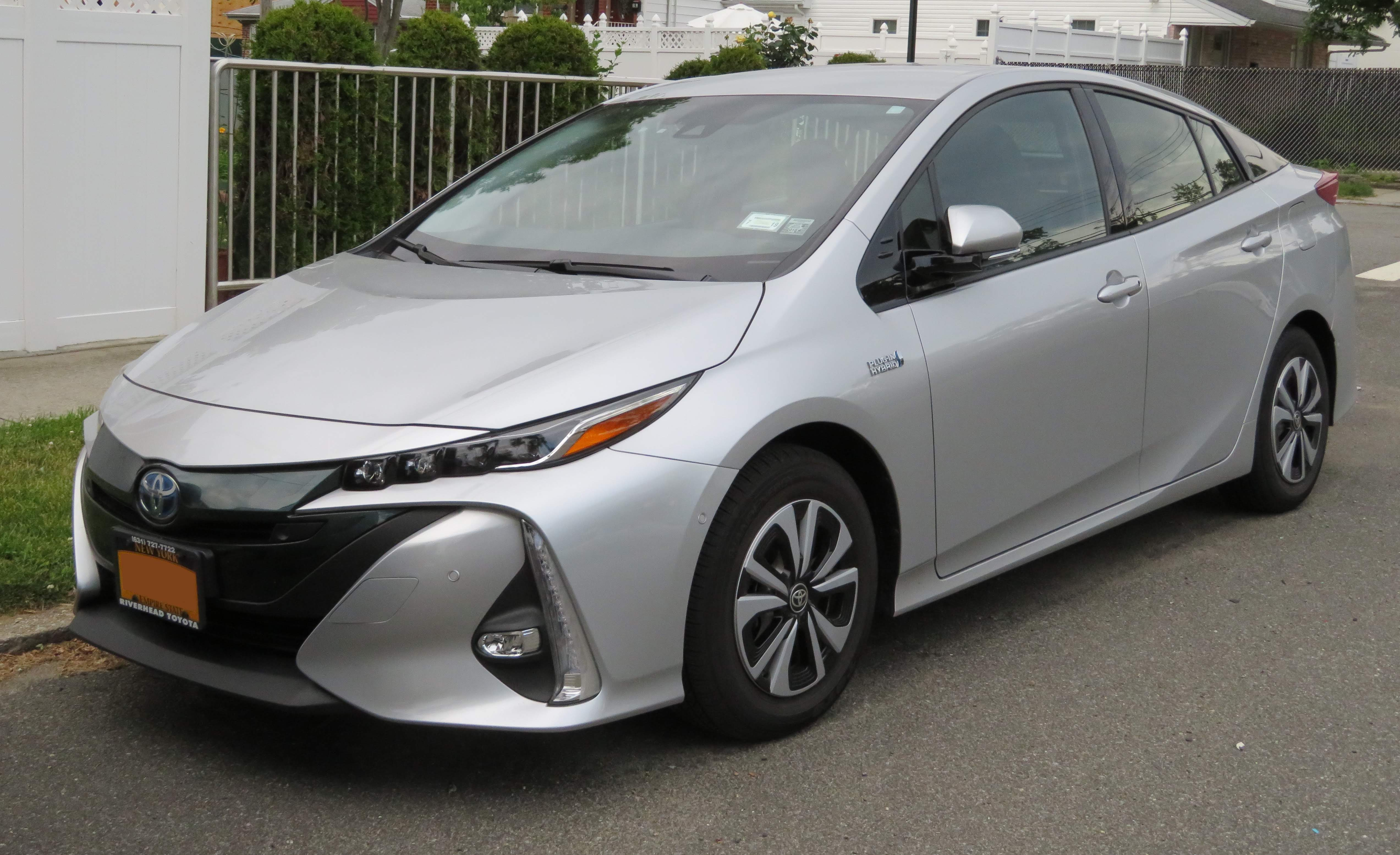
Toyota Prius Plug-in Hybrid

В 2012 році дебютувало перше покоління Toyota Prius Plug-in Hybrid — гібридний легковий автомобіль, з можливістю підзарядки від зовнішніх мереж. В електричному режимі автомобіль використовується для короткочасних поїздок по місту, а при тривалому заміському русі в роботу встає двигун внутрішнього згоряння.
В 2017 році дебютувало друге покоління моделі.

## Характеристики
| Версії Prius                                                                    | Версії Prius | Версії Prius | Версії Prius | Версії Prius | Версії Prius | Версії Prius | Версії Prius | Версії Prius | Версії Prius | Версії Prius | Версії Prius | Версії Prius  |
|                                                                                 | Prius        | Prius        | Prius        | Prius        | Prius        | Prius        | Prius        | Prius PHV    | Prius PHV    | Prius α/v/+  | Prius α/v/+  | Aqua/ Prius c |
| ------------------------------------------------------------------------------- | ------------ | ------------ | ------------ | ------------ | ------------ | ------------ | ------------ | ------------ | ------------ | ------------ | ------------ | ------------- |
| Покоління                                                                       | I            | I            | II           | III          | IV           | IV           | IV           | I            | II           | -            | -            | -             |
| Код                                                                             | NHW10        | NHW11        | NHW20        | ZVW30        | ZVW50        | ZVW51        | ZVW55*       | ZVW35        | ZVW52        | ZVW40**      | ZVW41        | NHP10         |
| Роки виробництва                                                                | 1997— 2000   | 2000— 2003   | 2003— 2009   | 2009— 2015   | 2015—        | 2015—        | 2015—        | 2011— 2016   | 2017—        | 2011—        | 2011—        | 2011—         |
| Кузов                                                                           | Седан        | Седан        | Хетчбек      | Хетчбек      | Хетчбек      | Хетчбек      | Хетчбек      | Хетчбек      | Хетчбек      | Універсал    | Універсал    | Хетчбек       |
| Cx                                                                              | 0,3          | 0,3          | 0,26         | 0,25         | 0,24         | 0,24         | 0,24         | 0,25         | 0,25         | 0,29         | 0,29         | 0,28          |
| Довжина, мм                                                                     | 4275         | 4310         | 4450         | 4460         | 4540         | 4540         | 4540         | 4480         | 4645         | 4615         | 4615         | 3995          |
| Колісна база, мм                                                                | 2550         | 2550         | 2700         | 2700         | 2700         | 2700         | 2700         | 2700         | 2700         | 2780         | 2780         | 2550          |
| Вага, кг***                                                                     | 1254         | 1220         | 1270         | 1350         | 1370         | 1390         | 1490         | 1440         | 1530         | 1490         | 1470         | 1080          |
| Бензиновий двигун                                                               |              |              |              |              |              |              |              |              |              |              |              |               |
| Рабочий об'єм, см³                                                              | 1496         | 1496         | 1496         | 1779         | 1779         | 1779         | 1779         | 1779         | 1779         | 1779         | 1779         | 1496          |
| Потужність, кВт (к.с.)                                                          | 43 (58)      | 53 (72)      | 57 (77)      | 73 (99)      | 72 (98)      | 72 (98)      | 72 (98)      | 73 (99)      | 72 (98)      | 73 (99)      | 73 (99)      | 54 (74)       |
| Електродвигун                                                                   |              |              |              |              |              |              |              |              |              |              |              |               |
| Потужність, кВт                                                                 | 30           | 33           | 50           | 60           | 53           | 53           | 53+5,3****   | 60           | 53           | 60           | 60           | 45            |
| Максимальна напруга, В                                                          | 273,6        | 273,6        | 500          | 650          | 600          | 600          | 600          | 650          | 600          | 650          | 650          | 520           |
| Батарея                                                                         |              |              |              |              |              |              |              |              |              |              |              |               |
| Тип                                                                             | Ni-MH        | Ni-MH        | Ni-MH        | Ni-MH        | Ni-MH        | Li-ion       | Ni-MH        | Li-ion       | Li-ion       | Li-ion       | Ni-MH        | Ni-MH         |
| Ємкість, А год                                                                  | 6,5          | 6,5          | 6,5          | 6,5          | 6,5          | 3,6          | 6,5          | 21,5         | 25           | 5            | 6,5          | 6,5           |
| Напруга, В                                                                      | 273,6        | 273,6        | 201,6        | 201,6        | 201,6        | 207,2        | 201,6        | 207,2        | 351,5        | 201,6        | 201,6        | 144           |
| Вага, кг                                                                        | 80           | 55           | 39           | 41           | 40           | 24           | 40           | 80           | 120          | 31,5         | 41           | 31            |
| * повний привод ** сім місць *** максимальна споряджена маса **** спереду+ззаду |              |              |              |              |              |              |              |              |              |              |              |               |

## Продажі
У 2007 році Toyota виготовила 280 тисяч автомобілів Prius. В серпні 2009 року сумарне виробництво автомобілів Prius з кузовом ліфтбек перевищило 2 мільйони. Нижче наведено продажі автомобілів Prius з кузовом ліфтбек.
| Загальносвітові і регіональні продажі (в тисячах) | Загальносвітові і регіональні продажі (в тисячах) | Загальносвітові і регіональні продажі (в тисячах) | Загальносвітові і регіональні продажі (в тисячах) | Загальносвітові і регіональні продажі (в тисячах) | Загальносвітові і регіональні продажі (в тисячах) | Загальносвітові і регіональні продажі (в тисячах) |
| Рік                                               | Світ                                              | Японія                                            | Пн. Америка                                       | США                                               | Європа                                            | Інші                                              |
| ------------------------------------------------- | ------------------------------------------------- | ------------------------------------------------- | ------------------------------------------------- | ------------------------------------------------- | ------------------------------------------------- | ------------------------------------------------- |
| 1997                                              | 0.3                                               | 0.3                                               |                                                   |                                                   |                                                   |                                                   |
| 1998                                              | 17.7                                              | 17.7                                              |                                                   |                                                   |                                                   |                                                   |
| 1999                                              | 15.2                                              | 15.2                                              |                                                   |                                                   |                                                   |                                                   |
| 2000                                              | 19.5                                              | 12.5                                              | 5.8                                               | 5.6                                               | 0.7                                               | 0.01                                              |
| 2001                                              | 29.0                                              | 11.0                                              | 16.0                                              | 15.6                                              | 2.3                                               | 0.2                                               |
| 2002                                              | 28.1                                              | 6.7                                               | 20.3                                              | 20.1                                              | 0.8                                               | 0.2                                               |
| 2003                                              | 43.2                                              | 17.0                                              | 24.9                                              | 24.6                                              | 0.9                                               | 0.4                                               |
| 2004                                              | 125.7                                             | 59.8                                              | 55.9                                              | 54.0                                              | 8.1                                               | 1.9                                               |
| 2005                                              | 175.2                                             | 43.7                                              | 109.9                                             | 107.9                                             | 18.8                                              | 2.9                                               |
| 2006                                              | 185.6                                             | 48.6                                              | 109.0                                             | 107.0                                             | 22.8                                              | 5.3                                               |
| 2007                                              | 281.3                                             | 58.3                                              | 183.8                                             | 181.2                                             | 32.2                                              | 7.0                                               |
| 2008                                              | 285.7                                             | 73.1                                              | 163.3                                             | 158.9                                             | 41.5                                              | 7.7                                               |
| 2009                                              | 404.2                                             | 208.9                                             | 144.3                                             | 139.7                                             | 42.6                                              | 8.4                                               |
| 2010                                              | 509.4                                             | 315.4                                             | 140.9                                             | 42.0                                              | 3.0                                               | 8.1                                               |
| 2011                                              | 368.4                                             | 197.4                                             | 128.1                                             | 24.9                                              | 1.6                                               | 16.6                                              |
| 2012                                              | 362.8                                             | 176.9                                             | 147.5                                             | 19.4                                              | 3.4                                               | 15.7                                              |
| 2013                                              | 315.5                                             | 145.2                                             | 145.2                                             | 11.6                                              | 2.1                                               | 11.3                                              |
| 2014                                              | 242.0                                             | 101.9                                             | 122.8                                             | 6.7                                               | 1.8                                               | 8.8                                               |
| 2015                                              | 203.3                                             | 73.9                                              | 113.8                                             | 6.8                                               | 1.6                                               | 7.1                                               |
| 2016                                              | 354.5                                             | 248.0                                             | 98.8                                              | 17.1                                              | 0.7                                               | 3.0                                               |
| 2017                                              |                                                   |                                                   | 65.6                                              | 12.2                                              |                                                   |                                                   |

### Продаж не ліфтбеків
У наведеній нижче таблиці представлені роздрібні продажі інших транспортних засобів сімейства Prius на рік з моменту їх постачання в 2011 році до грудня 2016 року.
| Щорічні продажі інших автомобілів сімейства Prius з 2011 по груднем 2016 року | Щорічні продажі інших автомобілів сімейства Prius з 2011 по груднем 2016 року | Щорічні продажі інших автомобілів сімейства Prius з 2011 по груднем 2016 року | Щорічні продажі інших автомобілів сімейства Prius з 2011 по груднем 2016 року | Щорічні продажі інших автомобілів сімейства Prius з 2011 по груднем 2016 року |
| Рік | Всього                                                                        | Toyota Prius v/α/+                                                            | Toyota Aqua/Prius c(2)                                                        | Toyota Prius PHV                                                              |
| --- | ----------------------------------------------------------------------------- | ----------------------------------------------------------------------------- | ----------------------------------------------------------------------------- | ----------------------------------------------------------------------------- |
| 2011 | 64,660                                                                        | 64,299                                                                        | 361                                                                           |                                                                               |
| 2012 | 529,674                                                                       | 186,989                                                                       | 315,406                                                                       | 27,279                                                                        |
| 2013 | 493,104                                                                       | 153,832                                                                       | 317,891                                                                       | 21,381                                                                        |
| 2014 | 419,393                                                                       | 117,647                                                                       | 281,867                                                                       | 19,879                                                                        |
| 2015 | 358,992                                                                       | 91,913                                                                        | 260,572                                                                       | 6,507                                                                         |
| 2016 | 249,388                                                                       | 53,000                                                                        | 194,000                                                                       | 2,388                                                                         |
| Всього по моделях(1) | 2,116,865                                                                     | 668,494                                                                       | 1,370,937                                                                     | 77,434                                                                        |
| Примітки: (1) Глобальні продажі всіх моделей Prius, включаючи літрбек Prius, до грудня 2016 року досягає 6.115 мільйонів одиниць. (2) Toyota не продає в Європі Prius c. оскільки там продається Toyota Yaris Hybrid, яка має таку саму трансмісію. До грудня 2016 року було продано 302,700 гібридів Yaris. |                                                                               |                                                                               |                                                                               |                                                                               |